# Sternotropa tambourinensis
Sternotropa tambourinensis – gatunek chrząszcza z rodziny kusakowatych i podrodziny rydzenic.
Gatunek ten opisał po raz pierwszy w 2015 roku Roberto Pace na łamach „Beiträge zur entomologie”. Jako lokalizację typową wskazano Mount Tambourine w australijskim Queenslandzie. Epitet gatunkowy pochodzi od tejże lokalizacji.
Chrząszcz o błyszczącym, wydłużonym ciele długości 1,4 mm. Głowa jest żółtawoczerwona z żółtymi członami czułków od pierwszego do trzeciego i brązowymi ich członami pozostałymi. Jej powierzchnia jest rzadko i powierzchownie punktowana, pozbawiona siateczkowania. Oczy są tak długie jak skronie. Człony czułków pierwszy i drugi są równych długości, a trzeci krótszy. Człony od czwartego do dziewiątego mają poprzeczny kształt. Żółte przedplecze jest delikatnie ziarenkowane oraz wyraźnie siateczkowane. Żółte pokrywy mają gęste, powierzchowne punktowanie oraz wyraźne siateczkowanie. Barwa odnóży jest żółta. Żółty z żółtoczerwonym czwartym tergitem odwłok ma niesiateczkowaną powierzchnię.
Owad endemiczny dla Australii, znany tylko z lokalizacji typowej. 